# Focas Tiranul

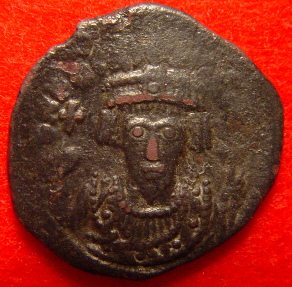
Focas pe o monedă bizantină

Flavius Focas Augustus (n. 547 d.Hr., Tracia, Bulgaria – d. 610 d.Hr., Constantinopol, Imperiul Roman de Răsărit) cunoscut sub numele de Focas Tiranul, a fost împărat bizantin între 602 și 610. A ajuns la tron în urma răscoalei împotriva lui Mauriciu și a fost detronat de Heraclius.
Focas era originar din Tracia. Era ofițer de rang inferior în armata bizantină pe la 600. A servit în delegații diplomatice la avari. În 602, profitând de un moment de instabilitate, a pornit o răscoală împotriva lui Mauriciu, în Balcani, apoi în tot imperiul. Răscoala s-a terminat cu executarea lui Mauriciu și a familiei sale și încoronarea lui Focas în Biserica Sf. Ioan Botezătorul.
Focas a micșorat taxele ridicate anterior de Mauriciu. De asemenea a făcut reforme în structura bisericii. În încercarea de a diminua opoziția, a ucis mii de oameni, dar se pare că istoricii vremii ar fi exagerat. Columna lui Focas este ultimul monument ridicat în Forumul Roman. Focas a dat Panteonul din Roma papei Bonifaciu al IV-lea ca să îl utilizeze drept biserică. L-a repus pe Smaragnus ca exarh al Ravennei. În provinciile balcanice, imperiul a fost invadat de slavi și de avari, iar în est de perși, în urma unor războaie care s-au terminat în 607 cu victoria perșilor.
În 608 exarhul Africii, Heraclius cel Bătrân, împreună cu fiul său cu același nume (Heraclius), au pornit o răscoală împotriva lui Focas. Focas a răspuns cu execuții în masă. Nicetas, nepotul lui Heraclius cel Bătrân, a invadat Egiptul, iar Heraclius cel mic a ocupat Sicilia și Cipru. În Levant a început o răscoală. Focas l-a trimis pe generalul Bonosus să recucerească Egiptul, dar fără succes. În acest timp, perșii ajunseseră în Anatolia. Heraclius fiul, a intrat în anul 610 în Constantinopol și s-a declarat împărat. Când l-a prins pe Focas, Heraclius l-a întrebat: Este acesta felul în care ai domnit, mizerabilule ?, iar Focas i-a dat replica:Și tu o să domnești mai bine ?. Înfuriat, Heraclius personal l-a ucis pe Focas. Trupul său a fost mutilat, arătat poporului și ars.